# 古江巴格乡
古江巴格乡，是中华人民共和国新疆维吾尔自治区和田地區和田市下辖的一个乡镇级行政单位。

## 行政区划
古江巴格乡下辖以下地区：
塔木巴格村、塔木巴格霍伊拉村、特根拉村、巴什古江村和如克村。